# Angera
De Italiaanse plaats Angera ligt in de provincie Varese (Lombardije). Ze ligt aan de zuidoostelijke oever van het Lago Maggiore. Het bekendst is Angera vanwege het enorme kasteel Rocca di Angera dat vanaf een rotspunt de gehele omgeving domineert. De oudste vermelding van het bouwwerk dateert uit het jaar 1066. De Rocca di Angera is het gehele jaar voor publiek geopend en beschikt over een indrukwekkende verzameling oude poppen. Het uitzicht uit de veelal mooi gerenoveerde, middeleeuwse ruimtes is spectaculair.
In het centrum van Angera staat de kerk Santa Maria Assunta uit de 15e eeuw met 18e-eeuwse fresco's. Het archeologisch museum, gevestigd in een 15e-eeuws paleis, herbergt veel vondsten uit de Romeinse tijd, waarin Angera een belangrijke statio was. Langs het meer loopt een lange promenade, de Lungolago en ligt de jachthaven van de plaats.

## Afbeeldingen

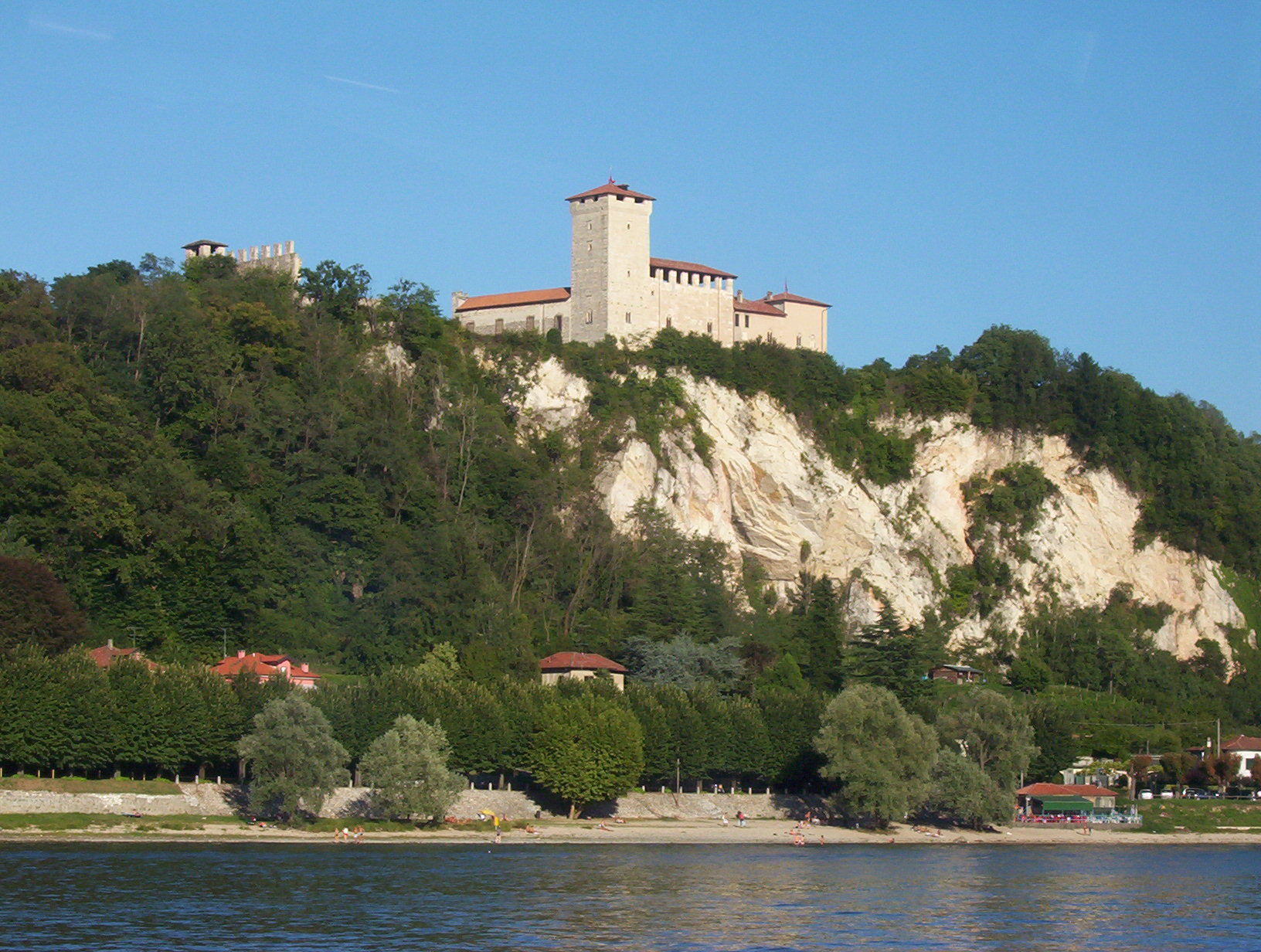
Rocca vanaf het meer
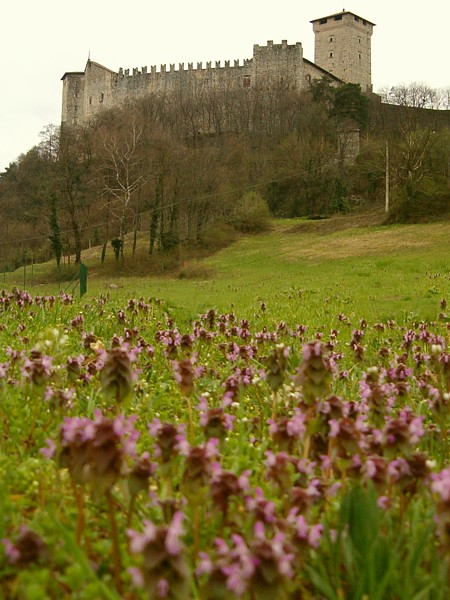
De Rocca